# 膜厚計
膜厚計（まくあつけい、英語: coating thickness gauge）は、塗装やめっきなどの皮膜の厚みを測定する計測器である。

## 種類

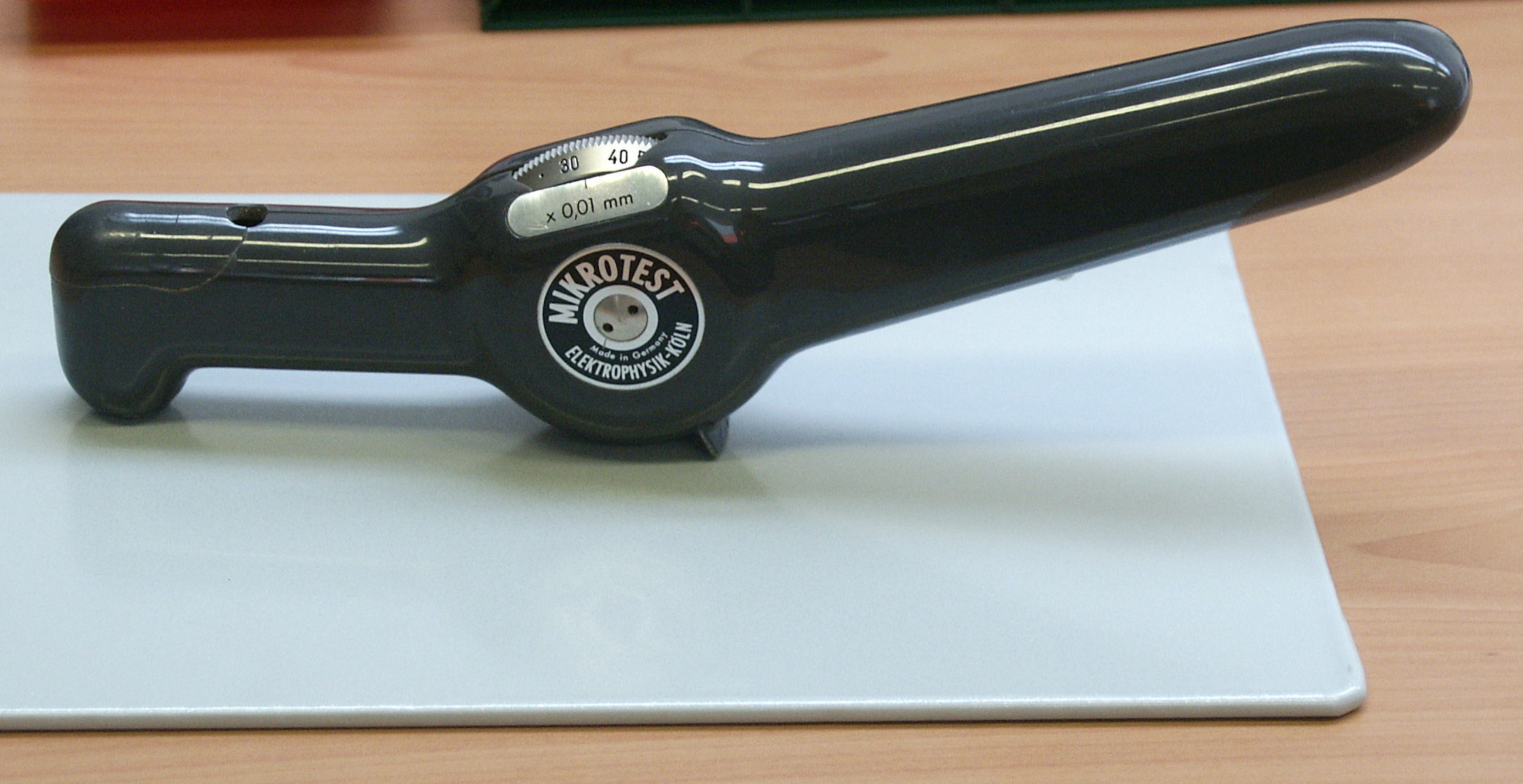
ElektroPhysik社のMikroTest（永久磁石式膜厚計）

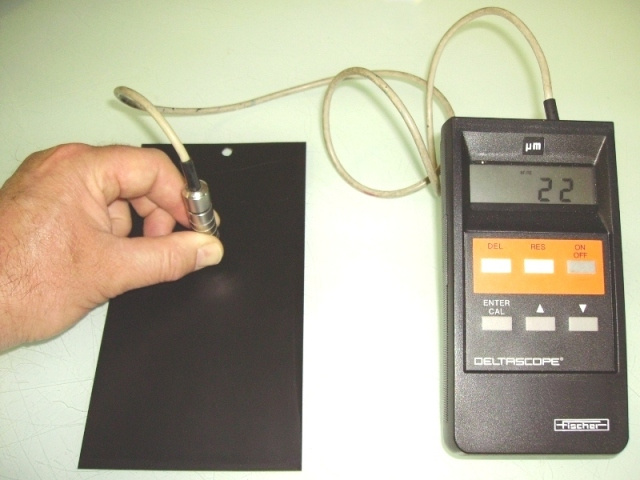
電磁式膜厚計
電磁誘導で磁性金属素地上の非磁性皮膜の厚さを測定する。一般的に鉄板などの磁性体の金属板上の塗膜の測定などに用いられる。
渦電流式膜厚計
渦電流で非磁性金属素地上の絶縁皮膜の厚さを測定。
超音波式膜厚計
超音波のプローブを測定対象に接触して送信してから反射波が受信機に到達するまでの時間から膜厚を算出する。測定対象の伝播速度があらかじめ判明していなければ測定できない。
光学式膜厚計
一種の干渉計で参照光と膜を透過、反射した光によって生じた干渉縞から膜厚を測定する。透明な測定対象でなければ測定不可。
蛍光X線式膜厚計
蛍光X線を使用して膜厚を測定する。
渦電流位相式膜厚計
渦電流の位相で膜厚を測定する。一般的に銅板などの非磁性体の金属板上の塗膜の測定などに用いられる。
電気抵抗式膜厚計
電気抵抗で膜厚を測定する。一般的に導電性のコーティングなどの測定に用いられる。

## 用途
- 塗装
- めっき
- アルマイト
- ライニング
- 半導体製造

## 代表的なメーカー
- エレクトロフィジック
- 浜松ホトニクス
- サンコウ電子研究所
- ケツト科学研究所
- フィッシャー・インストルメンツ
- マミヤ・オーピー
- キーエンス
- オリンパス
- フィルメトリクス